# Ad limina apostolorum
Ad limina apostolorum (ou en abrégé : ad limina) est une expression latine qui signifie littéralement « au seuil des apôtres ». Dans le catholicisme, cette formule désigne le Saint-Siège. Une visite ou un pèlerinage ad limina apostolorum signifie que l'on se rend à Rome.
Tout évêque catholique est tenu de faire une visite quinquennale ad limina. Elle comprend le pèlerinage aux tombeaux des apôtres Pierre et Paul en expression de communion ecclésiale et la rencontre avec l’évêque de Rome, le pape, en tant que successeur de saint Pierre. Celle-ci inclut également une discussion sur la situation de l’Église dans le diocèse dont il a la charge.

## Dans le droit canon
Les articles 399 et 400 du code de droit canonique de l’Église catholique [CIC] sont explicites :
- Canon 399 : Tous les cinq ans les évêques diocésains doivent soumettre au pape un rapport sur l’état de leur diocèse.
- Canon 400 : Cette même année les évêques sont invités à Rome pour vénérer les tombeaux des saints apôtres Pierre et Paul, et rencontrer personnellement le pape. Les évêques doivent satisfaire personnellement à cette obligation : ils ne peuvent se faire remplacer.

Le droit canonique des Églises catholiques orientales [CCEO, no 207] prescrit seulement l’envoi d’un rapport quinquennal, sans mention de visite ad limina.

## Histoire
Bien qu’il soit excessif de tirer une disposition légale du texte scripturaire, beaucoup voient en la visite faite par l’apôtre Paul à Pierre, alors à Jérusalem, la source qui inspira les visites ad limina. Dans la lettre aux Galates (Gal 1:18), Paul écrit : « Ensuite, trois ans après, je suis monté à Jérusalem pour faire la connaissance de Céphas et je suis resté quinze jours auprès de lui. »
En 745, le concile de Rome, sous le pape Zacharie[pas clair], mentionne que tous les évêques nommés doivent faire une visite à Rome. Rien n’indique que cette prescription ait été suivie d’effets.
En 1585, à la suite du concile de Trente qui réorganise les structures de l’Église catholique et rétablit une stricte discipline ecclésiastique, Sixte V promulgue la constitution Romanus pontifex qui établit la norme des visites triennales des évêques ‘'ad limina apostolorum'’.  La régularité triennale est confirmée par Benoît XIV en 1740 dans la constitution apostolique Quod Sancta.
Le premier code complet de droit canonique de 1910 intègre la norme, y donnant cependant un rythme quinquennal. Tous les cinq ans les évêques catholiques doivent faire rapport au pape sur la situation de l’Église dans leur diocèse.
Reprise de la même norme dans les deux articles 399 et 400 du nouveau code de droit canonique de 1983. En 1986, Jean-Paul II rappelle que ces visites ne sont pas de simples formalités juridico-administratives. Le 26 février 1986, s’adressant à un groupe d’évêques italiens, il dit : « ces visites sont pour moi une occasion privilégiée de communion pastorale. Le dialogue pastoral avec chacun d’entre vous me permet de participer aux appréhensions et espoirs des Églises que vous guidez, dans une attitude d’écoute commune aux suggestions de l’Esprit-Saint. »